# Charlot la patinaj
Charlot la patinaj (în engleză The Rink) este un film american de comedie din 1916 produs de Henry P. Caulfield și scris și regizat de Charlie Chaplin. În alte roluri interpretează actorii Edna Purviance, Eric Campbell, Henry Bergman și Albert Austin.

## Distribuție
- Charles Chaplin - A Waiter. Posing as Sir Cecil Seltzer, C.O.D.
- Edna Purviance - The Girl
- James T. Kelley - Her Father
- Eric Campbell - Mr. Stout, Edna's Admirer
- Henry Bergman - Mrs. Stout and Angry Diner
- Lloyd Bacon - Guest
- Albert Austin - The Cook and Skater
- Frank J. Coleman - Restaurant Manager
- John Rand - Waiter
- Charlotte Mineau - Friend of Edna
- Leota Bryan - Friend of Edna
- Fred Goodwins - man in the jacket